# La Réunion, Lot-et-Garonne
La Réunion är en kommun i departementet Lot-et-Garonne i regionen Nouvelle-Aquitaine i sydvästra Frankrike. Kommunen ligger i kantonen Casteljaloux som tillhör arrondissementet Nérac. År 2022 hade La Réunion 515 invånare.

## Befolkningsutveckling
Antalet invånare i kommunen La Réunion
| Referens: INSEE |